# Red Mapungubwe
Red Mapungubwe je južnoafriški najvišji red. Ustanovljen je bil 6.12.2002, podeli pa ga južnoafriški predsednik, za dosežke na mednarodnem področju, ki so v interesu Južne Afrike. Red je imel uradno tri vrste nagrad, ampak je bilo število vrst nagrad leta 2004 povečano na štiri:
- Platinasta (OMP), za izredne in edinstvene dosežke,
- Zlata (OMG), za izjemne dosežke,
- Srebrna (OMS), za odlične dosežke,
- Bronasta (OMB), za izvrstne dosežke.

Red je poimenovan po starodavni afriški državi, ki je obstajala pred več tisoč leti in se imenuje Mapungubwe. Leži na delu Južne Afrike, ki je trenutno del province Limpopo.
Prvi prejemnik redu (prejel je platinasto nagrado) je bil bivši predsednik Južne Afrike Nelson Mandela. 

## Oblika
Značka je ovalno horizontalna in je v obliki trapeza. Znotraj ovalnega okvirja je upodobljen zlat nosorog s soncem, ki vzhaja v ozadju Mapungubwe-ja. Izbočen zgornji konec trapeza je okrašen z različnimi vzorci, strani pa z žezli. V središču je izumetničen talilnik iz katerega teče navzdol v rdečo peč staljeno zlato. Na zadnji strani je izobešen južnoafriški grb. 
Trak je zlat, na straneh pa okrašen z belo barvnimi bisernimi kroglicami in s ponavljajočimi belimi nosorogovimi obrisi na sredini. Vse štiri vrste se nosijo okoli vratu.

## Prejemniki nagrade
| Leto                 | Prejemniki                                                                                | Opombe |
| -------------------- | ----------------------------------------------------------------------------------------- | ------ |
| 2002                 |                                                                                           |        |
| Nelson Mandela       | Platinasta (narodna sprava in gradnja države)                                             |        |
| Allan McLeod Cormack | (posmrtno) - Zlata (za dosežke na področju računalniške tomografije)                      |        |
| F. W. de Klerk       | Zlata (narodna sprava in gradnja države)                                                  |        |
| Basil Schonland      | (posmrtno) - Zlata (fizik in ustanovitelj Odbora za znanstvene in industrijske raziskave) |        |
| Peter Beighton       | Srebrna (raziskave na področju dedovanja bolezni na okostju)                              |        |
| Hamilton Naki        | Srebrna (zdravstvene raziskave)                                                           |        |

Med letoma 2003 in 2004 ni bilo podeljenih nobenih nagrad.
| Leto                       | Prejemniki                                  | Opombe |
| -------------------------- | ------------------------------------------- | ------ |
| 2005                       |                                             |        |
| Sydney Brenner             | Zlata (raziskave na podroćju medicine)      |        |
| Tshilidzi Marwala          | Bronasta (raziskave na področju tehnike)    |        |
| Batmanathan Dayanand Reddy | Bronasta (raziskave na področju matematike) |        |
| John Maxwell Coetzee       | Zlata (književnost)                         |        |
| Aaron Klug                 | Zlata (raziskave na področju medicine)      |        |
| Frank Nabarro              | Zlata                                       |        |
| Tebello Nyokong            | Bronasta (raziskave o zdravilih za raka)    |        |
| Himladevi Soodyall         | Bronasta                                    |        |

| Leto               | Prejemniki                                       | Opombe |
| ------------------ | ------------------------------------------------ | ------ |
| 2006               |                                                  |        |
| Selig Percy Amoils | Srebrna (inovativni uspehi na področju medicine) |        |
| George Ellis       | Srebrna (raziskave na področju matematike)       |        |
| Lionel Opie        | Srebrna (dosežki na področju kardiologije)       |        |
| Patricia Berjak    | Srebrna (biologinja na področju semen)           |        |

| Leto            | Prejemniki                                                                               | Opombe |
| --------------- | ---------------------------------------------------------------------------------------- | ------ |
| 2007            |                                                                                          |        |
| Claire Penn     | Srebrna (patologija govora in jezika, znakovni jezik, afazija)                           |        |
| Sibusiso Sibisi | Srebrna (informacijska tehnologija, raziskave in razvijanje)                             |        |
| Valerie Mizrahi | Srebrna (biokemija in biologija molekul, vključno s potrjevanjem zdravil za tuberkulozo) |        |

| Leto            | Prejemniki                                                                                 | Opombe |
| --------------- | ------------------------------------------------------------------------------------------ | ------ |
| 2008            |                                                                                            |        |
| Doris Lessing   | Zlata (književnost, prispevanje k eliminaciji apartheida in kolonializma)                  |        |
| Wieland Gevers  | Srebrna (višja izobrazba in boljša medicina)                                               |        |
| Phuti Ngoepe    | Srebrna (znanost povezana z naravo, razvoj računalniškega modeliranja na Univerzi Limpopo) |        |
| Tim Noakes      | Srebrna                                                                                    |        |
| Pragasen Pillay | Srebrna (ohranjanje energije)                                                              |        |

V letu 2009 ni bilo podeljenih nobenih nagrad.
| Leto                | Prejemniki                                               | Opombe |
| ------------------- | -------------------------------------------------------- | ------ |
| 2010                |                                                          |        |
| Douglas Butterworth | Srebrna (izboljšanje okolja in trajnosti ribogojnic)     |        |
| Johann Lutjeharms   | Srebrna (prispevki in dosežki na področju oceanografije) |        |
| Monique Zaahl       | Bronasta                                                 |        |

| Leto         | Prejemniki                                                                   | Opombe |
| ------------ | ---------------------------------------------------------------------------- | ------ |
| 2011         |                                                                              |        |
| Pieter Steyn | Srebrna (prispevki in dosežki na področju kemije in biosinteze mikotoksinov) |        |

| Leto                  | Prejemniki | Opombe |
| --------------------- | --- | ------ |
| 2012                  | |        |
| Oliver Tambo          | (posmrtno) - platinasta (za izjemno vodenje med obdobjem apartheida)                                                                                 |        |
| Albert Luthuli        | (posmrtno) - platinasta (za izjemno vodenje med obdobjem apartheida)                                                                                 |        |
| Barry David Schoub    | srebrna (za dosežke na področju virologije) |        |
| Patience Mthunzi-Kufa | bronasta (za njene prispevke na podroćju biofotonike in za njene neprecenljive prispevke k znanstvenim raziskavam v Južni Afriki in drugod po svetu) |        |

| Leto                       | Prejemniki                                                                                                   | Opombe |
| -------------------------- | --- | ------ |
| 2013                       | |        |
| Bernie Fanaroff            | srebrna (za njegove izjemne prispevke na področju astronomije in predanosti pri SKA projektu v Južni Afriki) |        |
| George Ekama               | srebrna (za raziskave v povezavi z vodno raztopino)                                                          |        |
| Glenda Gray                | srebrna (za raziskave na področju dedovanja virusa HIV iz mame na otroka)                                    |        |
| Malegapuru William Makgoba | srebrna (za njegovo inovativno delo pri preoblikovanju višje izobrazbe)                                      |        |
| Quarraisha Abdool Karim    | bronasta (za njeno delo na področju virusa HIV in za njene raziskave v zvezi s tuberkulozo)                  |        |

| Leto                 | Prejemniki                                                                          | Opombe |
| -------------------- | ----------------------------------------------------------------------------------- | ------ |
| 2014                 |                                                                                     |        |
| Ismail Mohamed       | (posmrtno) - srebrna (za prispevke na področju matematike in politične osvoboditve) |        |
| Hendrik Simon Schaaf | srebrna (za prispevke na področju medicine)                                         |        |
| William Soga         | (posmrtno) - srebrna (za prispevke na področju medicine in antropologije)           |        |
| Namrita Lall         | bronasta (za prispevke na področju medicine)                                        |        |

V letu 2015 ni bilo podeljenih nobenih nagrad.
| Leto            | Prejemniki | Opombe |
| --------------- | --- | ------ |
| 2016            | |        |
| Zwelakhe Sisulu | zlata ("Za njegove izjemne prispevke h kakovostnemu novinarstvu; kot novinar razkirivati grozote apartheida in opogumljati enotnost med ljudmi z različnimi političnimi prepričanji k boju za osvoboditev.") |        |

| Leto                      | Prejemniki | Opombe |
| ------------------------- | --- | ------ |
| 2017                      | |        |
| Fulufhelo Nelwamondo      | srebrna ("za njegove izjemne prispevke na področju znanosti, posebno na področju elektrotehnične industrije. Služi kot velikanski navdih mladim v Južni Afriki)                          |        |
| Siyabulela Lethuxolo Xuza | srebrna ("Za njegove izredne prispevke k razvoju znanosti na začetni stopnji. S tem je sebi in drugim dokazal, da lahko vsak s trdim delom in odločnostjo doseže nove karierne uspehe.") |        |

V letu 2018 ni bilo podeljenih nobenih nagrad.
| Leto                   | Prejemniki                                               | Opombe |
| ---------------------- | -------------------------------------------------------- | ------ |
| 2019                   |                                                          |        |
| Bomo Edna Edith Molewa | (posmrtno) - zlata (za njen trud za okoljsko pravičnost) |        |
| Malik Maaza            | srebrna (za prispevke na področju nanoznanosti)          |        |
| Ari Sitas              | srebrna (za prispevke na področju družbene znanosti)     |        |
| Thokozani Majozi       | bronasta (za prispevke na področju matematike)           |        |